# Yeniyaylacık, Gülşehir
Yeniyaylacık là một xã thuộc huyện Gülşehir, tỉnh Nevşehir, Thổ Nhĩ Kỳ. Dân số thời điểm năm 2011 là 679 người.